# Křižáci (Kossak-Szczucka)
Křižáci či O Kristovu korunu (orig. Krzyżowcy) jsou historický román (resp. pověst) od polské spisovatelky Zofie Kossak-Szczucké, který poprvé vyšel v Polsku v roce 1935. Česky vyšel třikrát, v roce 1937 pod jménem O Kristovu korunu, v letech 1948 a 1976 pod názvem Křižáci. Někteří recenzenti jej přiřazují též k fantasy literatuře.
Člení se na čtyři díly:
- Bůh to chce (Bóg tak chce!)
- Fides graeca
- Věž tří sester (Wieża Trzech Sióstr)
- Osvobozený Jeruzalém (Jerozolima wyzwolona)